# Zakrenicze
Zakrenicze (ukr. Закриниччя) – wieś na Ukrainie w rejonie oratowskim należącym do obwodu winnickiego. Miejsce urodzenia Aleksandra Grozy.

## Dwór
- dwór wybudowany w 1840 r. w stylu asymetrycznym przez Jana Wilczyńskiego (1817-1878) przetrwał do lat 20. XX w.[1]